# ピコ・デ・ガヨ

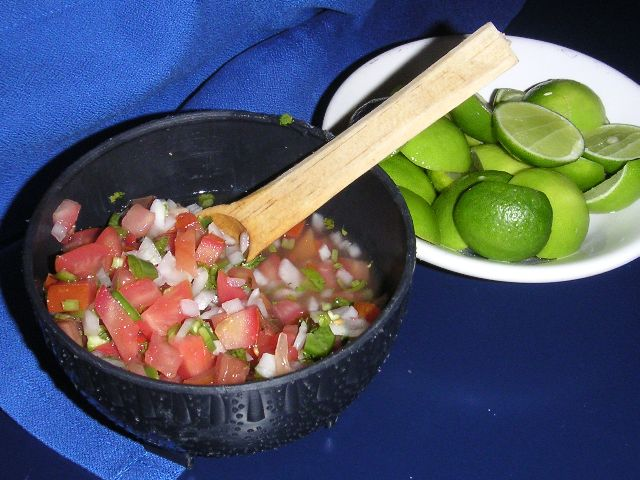
ピコ・デ・ガヨ

ピコ・デ・ガヨ、またはピコ・デ・ガロ、ピコ・デ・ガジョ（スペイン語ジェイスモ Pico de gallo、雄鶏のくちばし）は、メキシコ料理において、トマト、タマネギ、および唐辛子（通常ハラペーニョまたはトウガラシ）で作る新鮮な調味料である。 レモンまたはライムの果汁、新鮮なシラントロ（コリアンダーの葉）、アボカド、キュウリ、ハツカダイコン、エビといった材料が加えられることもある。
メキシコの一部では、ライム果汁を混ぜ合わせ、塩と唐辛子粉を振りかけたフルーツサラダもまた、「ピコ・デ・ガヨ」と呼ばれる。トマトベースの調味料はサルサ・ピカーダ（salsa picada、細切り、みじん切りソースの意味）またはサルサ・メヒカーナ（salsa mexicana ）とも呼ばれる。これは赤（トマト）、白（タマネギ）、緑（青唐辛子）がメキシコ国旗の色であるためである。サルサ・クルダ（salsa cruda、生のソース）とも呼ばれる。
ピコ・デ・ガヨは、メキシコのサルサやインドのチャツネと同じように使用できるが、水分が少ないため、タコスやファヒータの主材料としても使用される。

## 語源
「雄鶏のくちばし」の由来はトウガラシの、くちばしに似た形と赤い色からとの説がある。他にはトウガラシの辛さを舌が雄鶏につつかれたように感じるとの説がある。また、アメリカのフードライターであるシャロン・テイラー・ハーブストは、親指と人差し指でつまんで食べる元来の食べ方が雄鶏がつつく動作と似ているためであるからと述べている。
他の有力な語源は、picoは1) 細切り、みじん切り、2) 咬む、刺すを意味する動詞picarから派生との説である。雄鶏（スペイン語のgallo）はメキシコで一般に、マッチョな男性の暗喩である。マッチョな男性はトウガラシの辛さに耐えることに誇りを持つ。
しかしこれらの説の問題は、辛いトウガラシの使用を仮定していることである。メキシコの多くの地域で「ピコ・デ・ガヨ」は、甘い果物、トマト、 トマティーヨ、甘唐辛子で作るサラダ、調味料、具の様々な種類を意味する。辛い唐辛子は必要でなく、唐辛子が入らない場合もある。このため、この名前は鳥が食べやすい（みじん切り）ようなソースの外観を暗喩するとの説がある。